# Circunferencia de antisemejanza

Circunferencias disjuntas

Circunferencias intersecantes

Circunferencias congruentes

En geometría inversiva, la circunferencia de antisemejanza (también conocida como circunferencia media) de dos circunferencias, α y β, es un circunferencia de referencia para la que α y β son inversas la una de la otra. Si α y β no se cruzan o son tangentes, existe una única circunferencia de antisemejanza; y si α y β se cruzan en dos puntos, hay dos circunferencias de antisemejanza. Cuando α y β son congruentes, la circunferencia de antisemejanza es una forma degenerada, un eje de simetría especular a través del que α y β son el reflejos la una de la otra.

## Propiedades
Si las dos circunferencias α y β se cruzan, otras dos circunferencias γ y δ son tangentes a α y β, y además γ y δ son tangentes entre sí, y entonces el punto de tangencia entre γ y δ se encuentra necesariamente en una de las dos circunferencias de antisemejanza. Si α y β son disjuntas y no concéntricas, entonces el lugar geométrico de los puntos de tangencia de γ y δ forma nuevamente dos circunferencias, pero solo una de ellos es la (única) circunferencia de antisemejanza. Si α y β son tangentes o concéntricas, entonces el lugar geométrico de los puntos de tangencia degenera a una sola circunferencia, que nuevamente es la circunferencia de antisemejanza.
Si las dos circunferencias α y β se cruzan, entonces sus dos circunferencias de antisemejanza pasan cada una por ambos puntos de cruce y bisecan los ángulos formados por los arcos de α y β  si ambas se cruzan.
Si una circunferencia γ cruza a las circunferencias α y β con ángulos iguales, entonces γ es atravesada ortogonalmente por una de los circunferencias de antisemejanza de α y  β; si γ cruza a α y β en ángulos suplementarios, es atravesada ortogonalmente por la otra circunferencia de antisemejanza, y si γ es ortogonal tanto a α como a β, entonces también es ortogonal a ambas circunferencias de antisemejanza.

## Por tres circunferencias
Supóngase que, para tres circunferencias α, β y γ, existe un circunferencia de antisemejanza para el par (α,β) que cruza a una segunda circunferencia de antisemejanza para el par (β,γ). Entonces, existe una tercera circunferencia de antisemejanza para el tercer par (α,γ) tal que las tres circunferencias de antisemejanza se cruzan en dos puntos de intersección triple. En total, de esta manera se pueden generar como máximo ocho puntos de cruce triples, ya que hay dos formas de elegir cada una de las dos primeras circunferencias y dos puntos donde se cruzan las dos circunferencias elegidas. Estos ocho o menos puntos de cruce triples son los centros de inversión que toman las tres circunferencias α, β y γ para convertirse en circunferencias iguales. Para tres circunferencias que son mutuamente tangentes externamente, las circunferencias (únicas) de antisemejanza para cada par se cruzan nuevamente en ángulos de 120° en dos puntos de intersección triples, que son los puntos isodinámicos del triángulo formado por los tres puntos de tangencia.